# Finlands Artdatacenter
Finlands Artdatacenter är en finländsk databas som samlar information av arter i Finland. I mars 2022 härbärgerade databasen över 43 miljoner observationer om över 42000 arter. 